# Stormpoldervloedbos
Het Stormpoldervloedbos is een natuurgebied aan de rand van de Stormpolder in Krimpen aan den IJssel in de Nederlandse provincie Zuid-Holland. De Stormpolder zelf is opgehoogd en geschikt gemaakt voor de bouw van bedrijfsgebouwen. Ten oosten van de polder is een buitendijks gebied overgebleven, dat de naam 'vloedbos' kreeg, omdat het door de getijdenwerking van de rivier regelmatig overstroomd wordt. Het gebied is te bereiken via de Van der Giessenweg.

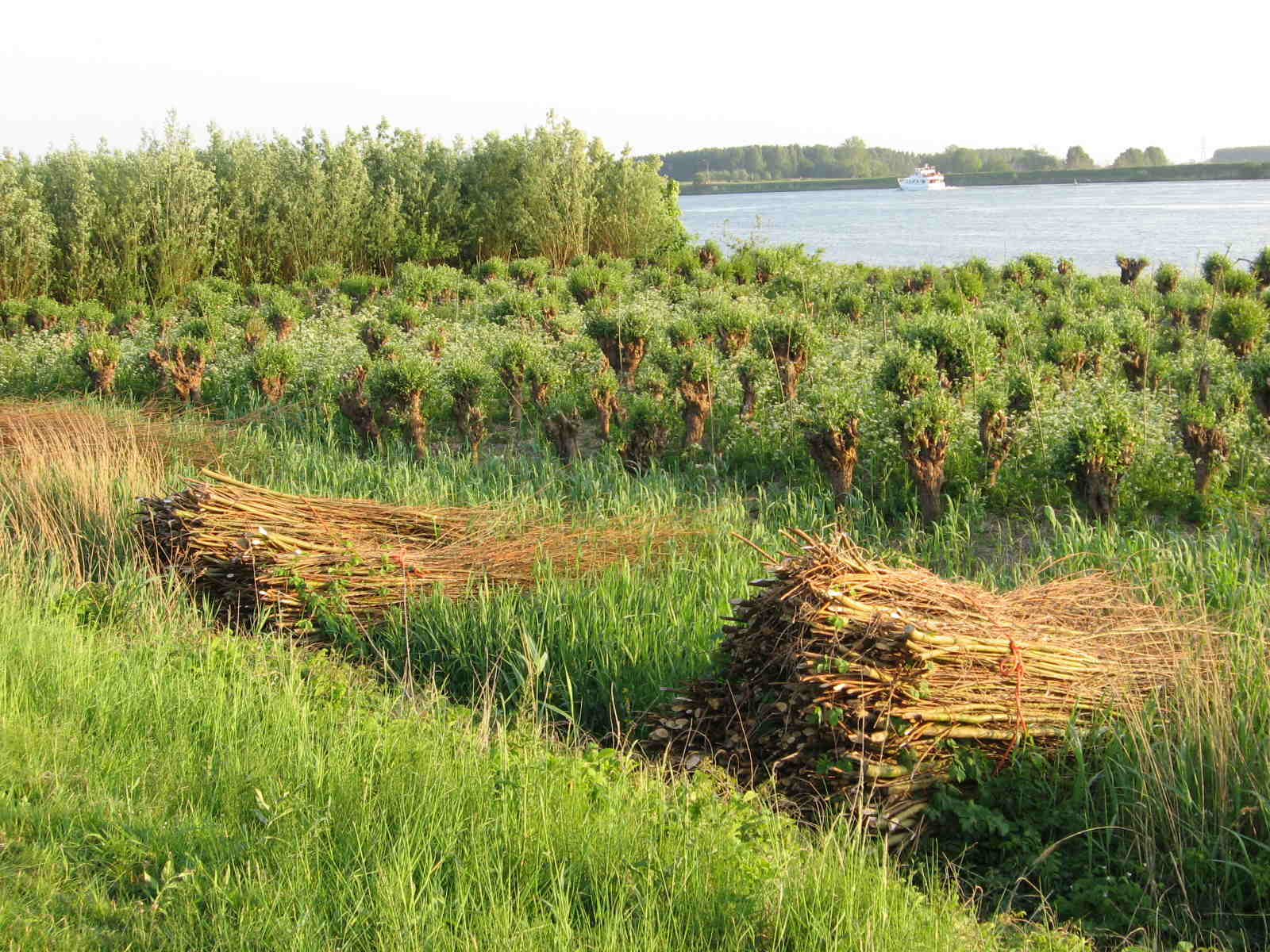
Buitendijkse griend

## Geschiedenis
Lange tijd is het buitendijkse gebied gebruikt als griendengebied, waar wilgenhout werd verbouwd. In de tweede helft van de twintigste eeuw nam de vraag naar griendhout af en het regelmatig hakken van de wilgen bleef achterwege. Het gebied werd verwaarloosd, de beschermende kade die rondom de griend lag raakte in verval en steeds meer zwerfvuil spoelde aan.
In 1993 nam het Zuid-Hollands Landschap de zorg voor het gebied over. De kade werd hersteld en in de kade werden verlagingen aangebracht, 'overlaten' genoemd, waardoor water in en uit kan stromen. Wanneer het water hoger wordt dan normaal, werken de overlaten er aan mee dat het hele gebied volstroomt, zodat een te grote druk van buiten af op de kaden wordt voorkomen. Door het hele gebied werden geulen gegraven, waardoor overal de getijdenwerking merkbaar wordt.

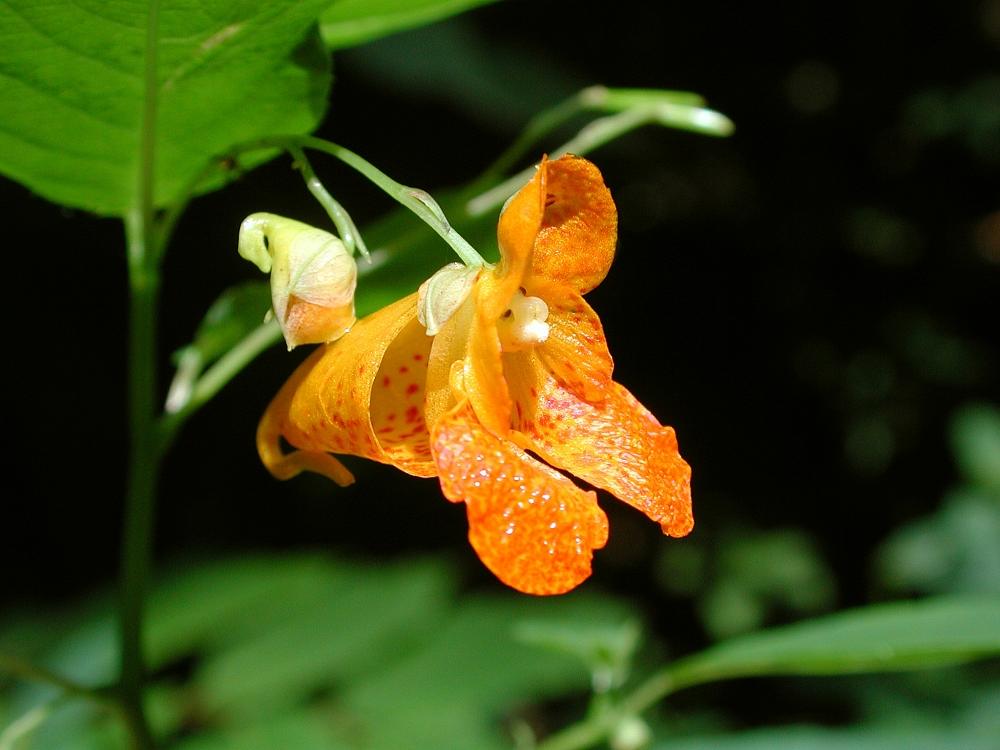
Oranje springzaad

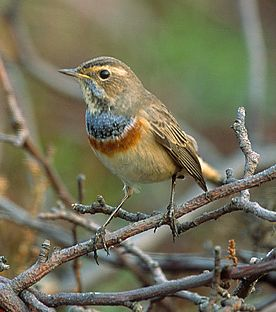
Blauwborst

## Flora en fauna

### Planten
Er zijn enkele karakteristieke planten die hier in dit zoetwatergetijdengebied kunnen groeien. Heel bijzonder is de spindotterbloem, die in het voorjaar het hele gebied een gele kleur geeft. Eveneens in de lente bloeit het zomerklokje, dat in het wild vrij zeldzaam is. In de herfst is er hertsmunt, een plant die een meter hoog kan worden en dichte aren heeft die bestaan uit kransjes van lila-kleurige bloemen. Nog hoger zijn in de herfst de vele paarse kattenstaarten. Met een zekere trots meldt het Zuid-Hollands Landschap de ontdekking hier in 1993 van het oranje springzaad, dat tot dan toe niet in Nederland bekend was.

### Vogels
Het rustige terrein met veel bos, water en riet is een ideaal leef- en broedgebied voor vogels. Naast de bekende watervogels zijn er ook de kleine karekiet, de rietgors en de bosrietzanger. Wie veel geluk heeft komt er de blauwborst tegen.

### Getijdeslakje
In 2025 werd het in Nederland ernstig bedreigde getijdeslakje (Mercuria tachoensis) waargenomen in het Stormpoldervloedbos. Dit slakje staat op de Nederlandse Rode Lijst van bedreigde weekdieren.

## Griendheuvel
In de noordwesthoek van het Stormvloedpolderbos (direct links van de ingang) is een stukje van de oorspronkelijke hakgriend hersteld. Er ligt een aparte kade omheen en er is een originele griendheuvel gebouwd: een kleine terp die in vroeger tijden als vluchtplaats diende bij hoog water.